# Folketingsvalget 1909
Folketingsvalget den 25. maj 1909. Ved dette valg fik Socialdemokratiet for første gang flest stemmer; men pga. valgsystemet med flertalsvalg i enkeltmandskredse blev det kun til 24 mandater.
| Partier              | Leder                            | Stemmer                  | Pct. af stemmetal        | Mandater                 | +/-                      |
| -------------------- | -------------------------------- | ------------------------ | ------------------------ | ------------------------ | ------------------------ |
| Socialdemokratiet    | P. Knudsen                       | 93.079                   | 28,79%                   | 24                       | 0                        |
| Venstrereformpartiet | J. C. Christensen                | 77.044                   | 23,83%                   | 37                       | -18                      |
| Højre                | Emil Piper                       | 64.189                   | 19,86%                   | 21                       | +9                       |
| Det Radikale Venstre | Carl Th. Zahle                   | 50.305                   | 15,56%                   | 15                       | +6                       |
| Moderate Venstre     | Klaus Berntsen & Niels Neergaard | 19.241                   | 5,95%                    | 11                       | +2                       |
| Udenfor Partierne    |                                  | 18.423                   | 5,70%                    | 6                        | +2                       |
| Nej-stemmer          |                                  | 976                      | 0,30%                    |                          |                          |
| Valgdeltagelse       | 70,7%                            | 70,7%                    | 70,7%                    | 70,7%                    | 70,7%                    |
| Kilde                | Hvem Hvad Hvor 1934-1943         | Hvem Hvad Hvor 1934-1943 | Hvem Hvad Hvor 1934-1943 | Hvem Hvad Hvor 1934-1943 | Hvem Hvad Hvor 1934-1943 |

(+/-) – Forskellen af antal pladser i Folketinget i forhold til fordelingen ved forrige valg.
Nej-stemmer er fra valgkredse, hvor der kun var en enkelt kandidat opstillet. Iflg. valgloven dengang, kunne man stemme i mod en kandidat, hvis mindst 50 personer begærede ønske om afstemning. Hvis der ikke var 50 personer, så ville kandidaten vinde mandater ved fredsvalg.